# Umgi
umgi — инвестиционная компания с рыночной стоимостью 500 млн долларов США, работающая по модели private equity. Основана в 2006 году украинской многопрофильной группой System Capital Management (SCM). umgi специализируется на сотрудничестве с компаниями среднего бизнеса, содействуя их развитию и росту стоимости. По состоянию на декабрь 2024 года инвестиционный портфель компании включает 8 активов в семи странах, сосредоточенных в сферах зелёной экономики, добычи полезных ископаемых, производства промышленных товаров и индустриальных услуг. Под брендом umgi работают компании UMG Holding Limited, Umgi sp.z.o.o и ООО «ЮМДЖИ ИНВЕСТМЕНТС».
Компания имеет офисы в Киеве, Варшаве, на Кипре и в Испании.

## История
В 2006 году многопрофильная украинская группа SCM учредила промышленно-инвестиционный холдинг United Minerals Group (UMG) для управления глинистыми предприятиями, входящими в её состав.
До 2012 года UMG расширил портфель добывающих активов, включив в него ПрАО «Докучаевский флюсо-доломитный комбинат» и ПрАО «Новотроицкое рудоуправление». В том же году UMG начал бизнес по реализации побочных продуктов сжигания угля (золошлаковые материалы) с украинских теплоэлектростанций и инвестировал в greenfield-проект строительства фабрики по обогащению микросферы.
В 2013 году UMG запустил новые направления: продажу минеральных удобрений и промышленную логистику, учредив компанию INTECH.
В 2015 году были начаты проекты по оптовой торговле и экспорту аграрной продукции, а также бизнес по переработке и продаже редких и технических газов. В 2016 году была создана компания РТГ (впоследствии — ARNOX).
В 2016 году UMG был трансформирован в инвестиционную компанию, работающую по модели private equity, с шестью активами в Украине и общей стоимостью портфеля 400 млн долларов США. Компания сменила название на UMG Investments.
В 2017 году компания инвестировала в greenfield-проект по строительству завода минеральных удобрений «Украинские минеральные удобрения» (УМД). В том же году UMG Investments начала деятельность в сфере переработки побочных продуктов металлургических предприятий. В 2017 году портфельная компания INTECH стала управляющей компанией для активов UMG Investments в сферах промышленных товаров и и предоставления промышленных услуг. Компания утратила активы по добыче доломита из-за российской оккупации части Донецкой и Луганской областей.
В 2018 году UMG Investments приобрела украинскую компанию ПАО «ПВП „Кривбассвзрывпром“», работающую в области ведения взрывных работ. В этом же году бизнесы по переработке побочных продуктов теплоэнергетики и металлургии были объединены в компанию Recycling Solutions. Компания также инвестировала в greenfield-проект по когенерации шахтного метана (REGEN).
В 2019 году стоимость активов под управлением компании превысила 500 млн долларов США.
В 2020 году UMG Investments добавила к портфелю группу компаний Portinvest, крупнейшего логистического оператора Украины. В том же году компания инвестировала в greenfield-проект строительства завода Feednova, крупнейшего в стране производителя кормовых добавок. Бизнес по производству товаров для металлургии был выделен в отдельную портфельную компанию INWIRE.
В 2021 году компания приобрела 67,86% акций АО «Часовоярский огнеупорный комбинат», расширив портфель добывающего бизнеса.
К началу 2022 года совокупная стоимость активов UMG Investments достигла 1 млрд долларов США. Компания владела 12 активами в Украине, Испании и Италии. В то же время компания утратила активы по добыче известняка в результате полномасштабного вторжения России в Украину.
В 2023 году компания сменила название на umgi и провела ребрендинг.
По состоянию на 2024 под управлением компании 10 активов в шести странах (Украина, Испания, Италия, Турция, Румыния, Сербия), а также офисы в Украине, Польше, Испании и на Кипре. Общее количество сотрудников, включая портфельные компании, превышает 1100 человек. Портфель бизнесов в сфере зелёной экономики перешел под операционное управление INTECH.

## Правовая форма
Компания umgi была создана в 2006 году для развития промышленных бизнесов в Украине и за ее пределами группой System Capital Management, одной из крупнейших инвестиционных групп Украины с глобальным присутствием.
SCM является ключевым инвестором проектов umgi. SCM — инвестиционный инструмент бизнесмена Рината Ахметова, одного из крупнейших инвесторов и филантропов Украины, президента футбольного клуба «Шахтёр» (Донецк). Группа инвестирует в металлургию (Metinvest B.V., Нидерланды), энергетику (DTEK B.V., Нидерланды), банковскую сферу (ПУМБ), добычу сырья, розничную торговлю (ЦУМ Киев), телекоммуникации (Укртелеком) и агропромышленный сектор (HarvEast). Предприятия SCM работают в Украине, на Кипре, в Нидерландах, Италии, Болгарии, Швейцарии, Испании, Турции, Великобритании и США.

## Инвестиционная деятельность
umgi работает по модели private equity, предусматривающей вхождение в капитал действующих предприятий средней капитализации для реализации стратегии роста — как органического, так и путём консолидации. Компания может выступать как мажоритарным, так и миноритарным инвестором. Стандартный объём инвестиций составляет от 10 до 30 млн долларов США, однако в отдельных случаях может составлять от 2 млн, или превышать 30 млн долларов. Целью инвестиционной деятельности является рост стоимости бизнеса с последующей продажей более крупным инвестиционным компаниям или стратегическим игрокам. Компания не инвестирует в стартапы и сотрудничает с предприятиями, которым требуется дополнительное финансирование через выпуск долевого капитала и внешняя экспертиза для выхода на новый этап развития.
Для иностранных инвесторов, рассматривающих Украину как рынок для вложений капитала, umgi выступает инвестиционным консультантом в сделках M&A и локальным миноритарным соинвестором, оказывает содействие в анализе рыночной среды и конкурентной ситуации, а также сопровождает сделки слияний и поглощений в Украине — участвует в переговорах, привлекает консультантов для проведения due diligence, оценки активов и других сопутствующих процессов.
Для украинских инвесторов, стремящихся масштабировать свой бизнес, umgi предоставляет поддержку через глобальную сеть офисов, используя свою экспертизу и партнёрские связи на различных рынках. Компания также помогает развивать портфельные компании в Польше, Румынии, Испании, Италии, Турции и Индии, где действуют локальные команды umgi.

## ESG-инвестиции
umgi способствует развитию циркулярной и «зелёной» экономики в странах присутствия, инвестируя в проекты, соответствующие принципам ESG.
Компания создала одну из крупнейших перерабатывающих организаций в Украине — Recycling Solutions, занимающуюся управлением побочными продуктами тепловой энергетики и металлургии.
Regen специализируется на утилизации промышленных газов и производстве электро- и теплоэнергии. Компания реализует проекты когенерации, используя шахтный метан, коксовый, доменный, конвертерный, попутный нефтяной и свалочный газы.
umgi также инвестировала в создание крупного украинского производителя животных белков — Feednova, который выпускает кормовые добавки с высоким содержанием протеина на основе переработки побочных продуктов животного происхождения. Это первый в Украине завод, работающий с внешними поставщиками сырья, включая агропредприятия.
Компания Arnox занимается переработкой и реализацией редких и технических газов, таких как аргон, азот, кислород, ксенон, криптон и неон.
Украинские минеральные удобрения производят гранулированный сульфат аммония — побочный продукт коксохимического производства.
Портфельные компании umgi придерживаются принципов ESG. Инвестиции направляются на благоустройство территорий, развитие социально значимой инфраструктуры, поддержку здравоохранения, улучшение материально-технической базы дошкольных и образовательных учреждений, реализацию экологических и образовательных проектов.
В компании действует Кодекс этики, определяющий основные принципы корпоративного поведения и стандарты, которым должны следовать сотрудники. В компании функционирует Линия доверия — механизм, позволяющий сообщать о возможных нарушениях законодательства, этических норм или корпоративных стандартов.

## Активы

### Промышленный портфель

#### INTECH
INTECH — группа компаний, специализирующаяся на производстве промышленных товаров и предоставлении услуг для предприятий. Основные направления деятельности включают железнодорожную логистику и операционное сопровождение бизнеса в сферах производства компонентов для металлургии, морской логистики, промышленных взрывных работ, а также переработки промышленных отходов и побочных продуктов. Компания работает на рынке с 2013 года.

#### INWIRE
INWIRE — группа компаний, являющаяся одним из крупнейших производителей и поставщиков порошковой проволоки и брикетов для металлургических и литейных предприятий Восточной Европы. Продукция поставляется в десять стран. Производственные мощности расположены в Украине и Турции.

#### PORTINVEST LOGISTIC
PORTINVEST LOGISTIC — компания, предоставляющая транспортно-экспедиторские и таможенно-брокерские услуги. Занимается морскими, речными и железнодорожными перевозками, агентированием морских судов и реализует инвестиционные проекты в области морской логистики. Деятельность осуществляется с 2010 года.

#### Кривбасвзрывпром
ПАО «ПВП „Кривбасвзрывпром“» — одно из крупнейших предприятий в Украине, осуществляющее взрывные работы и производство эмульсионных взрывчатых веществ для горно-обогатительных комбинатов. По состоянию на 2024 год в компании было занято более 300 специалистов.

#### Recycling Solutions
Recycling Solutions — украинская группа компаний, специализирующаяся на стратегическом управлении побочными продуктами и отходами. Компания фокусируется на обеспечении циклического использования природных ресурсов и промышленных отходов с учётом экологических требований. Является комплексным оператором по управлению вторичными ресурсами для угольной, металлургической и теплоэнергетической отраслей Украины. Основные направления включают переработку и реализацию золошлаковых материалов и металлургических шлаков.

#### ARNOX
ARNOX — оператор по переработке и поставке редких и технических газов. Компания занимается реализацией отдельных видов газов и газовых смесей, разработкой и внедрением инсталляционных проектов, а также комплексным обеспечением промышленных предприятий техническими газами. В перечень продукции входят аргон, азот, кислород, ксенон, криптон и неон. ARNOX поставляет продукцию более чем в 20 стран для предприятий в сфере электронной промышленности, космической отрасли, научных исследований, медицины и фармацевтики. Компания основана в 2016 году.

#### Украинские минеральные удобрения
Украинские минеральные удобрения — предприятие, основанное в 2017 году. Расположено в Кривом Роге. Специализируется на переработке и хранении минеральных удобрений. Основная продукция — гранулированный сульфат аммония. Производственные мощности составляют до 100 тыс. тонн готовой продукции в год.

#### Feednova
Feednova — производитель кормовых добавок с высоким содержанием белка. Это первый в Украине завод, принимающий и перерабатывающий сырьё от внешних поставщиков — аграрных предприятий. Компания предоставляет услуги по сбору, транспортировке, подготовке и переработке побочной продукции животного происхождения. Feednova является инвестиционным проектом группы компаний «Эффективные инвестиции» в партнёрстве с нидерландской компанией Mada Participations B.V. и инвестиционной компанией umgi.

#### REGEN
REGEN — промышленная компания, предоставляющая услуги по утилизации углеводородных газов и производству электро- и тепловой энергии для предприятий. Специализируется на реализации проектов с применением когенерационных технологий на основе шахтного метана, коксового, доменного, конвертерного, попутного нефтяного и свалочного газа. С момента основания REGEN переработала в электроэнергию около 3 тыс. тонн шахтного метана. Компания основана в 2018 году.

### Горнодобывающий портфель

#### VESCO
VESCO — группа компаний, являющаяся одной из крупнейших по добыче и поставке керамического сырья. Осуществляет деятельность в Украине,Испании, Румынии, Италии, Польше и Сербии. Общая производственная мощность по добыче керамического сырья составляет около 3,5 млн тонн в год. Продукция поставляется более чем в 10 стран.